# Rhadinella
Rhadinella – rodzaj węży z podrodziny ślimaczarzy (Dipsadinae) w rodzinie połozowatych (Colubridae).

## Zasięg występowania
Rodzaj obejmuje gatunki występujące w Meksyku, Gwatemali, Hondurasie, Salwadorze, Nikaragui, Kostaryce i Panamie, według niektórych źródeł także w Belize. 

## Systematyka

### Etymologia
Rhadinella: zdrobnienie nazwy rodzaju Rhadinaea Cope, 1768.

### Podział systematyczny
Do rodzaju należą następujące gatunki:

- Rhadinella anachoreta (E.N. Smith & Campbell, 1994)
- Rhadinella donaji Campbell, 2015
- Rhadinella dysmica Campillo, Dávila-Galavíz, Flores-Villela & Campbell, 2016
- Rhadinella godmani (Günther, 1865)
- Rhadinella hannsteini (Stuart, 1949)
- Rhadinella hempsteadae (Stuart & Bailey, 1941)
- Rhadinella kanalchutchan (Mendelson & Kizirian, 1995)
- Rhadinella kinkelini (Boettger, 1898)
- Rhadinella lachrymans (Cope, 1870)
- Rhadinella lisyae McCranie, 2017
- Rhadinella montecristi (Mertens, 1952)
- Rhadinella pegosalyta (McCranie, 2006)
- Rhadinella pilonaorum (Stuart, 1954)
- Rhadinella posadasi (Slevin, 1936)
- Rhadinella rogerromani (G. Köhler & McCranie, 1999)
- Rhadinella schistosa H.M. Smith, 1941
- Rhadinella serperaster (Cope, 1871)
- Rhadinella stadelmani Stuart & Bailey, 1941
- Rhadinella tolpanorum (Holm & Cruz, 1994)
- Rhadinella xerophila Ariano-Sánchez & Campbell, 2018